# (200361) 2000 PO32
(200361) 2000 PO32 es un asteroide perteneciente al cinturón de asteroides descubierto el 3 de agosto de 2000 por el equipo del Lincoln Near-Earth Asteroid Research desde el Laboratorio Lincoln, Socorro, Nuevo México, Estados Unidos.

## Designación y nombre
Designado provisionalmente como 2000 PO32.

## Características orbitales
2000 PO32 está situado a una distancia media del Sol de 2,530 ua, pudiendo alejarse hasta 2,848 ua y acercarse hasta 2,212 ua. Su excentricidad es 0,125 y la inclinación orbital 7,584 grados. Emplea 1470,34 días en completar una órbita alrededor del Sol.

## Características físicas
La magnitud absoluta de 2000 PO32 es 16,3. 